# Frantsjeska Jarboesova

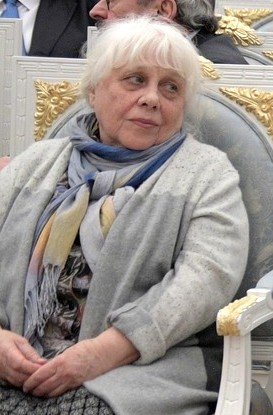
Frantsjeska Jarboesova

Frantsjeska Alfredovna Jarboesova (ook wel: Yarbusova) (Russisch: Франческа Альфредовна Ярбусова) (Alma-Ata (Kazachstan) 13 oktober 1942), is een Russische kunstenares en de vrouw en compagnon van Joeri Norstein. 
Jarboesova werd geboren in Kazachstan, wat toentertijd nog onderdeel was van de Sovjet-Unie. Jarboesova behaalde een academische graad in filmanimatie in 1967, waarna ze ging werken bij de animatiefilmstudio Soyuzmoeltfilm. Ze debuteerde als medewerker van die studio met de film A Little Locomotive from Romashkovo, geregisseerd door Vladimir Degtyaryov in 1967. Ze werkte ook mee aan andere films zoals A White Skin en Plasticine Hedgehog, maar ze staat het best bekend om haar werk in de films van Joeri Norstein, zoals The Battle of Kerzhenets in 1971. Tegenwoordig werkt ze met Norstein aan de film Overcoat.
- Gemeinsame Normdatei: 131636758
- International Standard Name Identifier: 0000 0001 1445 137X
- Library of Congress Control Number: no2006014588
- Nationale Bibliotheek van Letland: 000142732
- Nationale Bibliotheek van Tsjechië: jx20070411003
- Nationale Bibliotheek van Israël: 987007432839605171
- Système universitaire de documentation: 194046583
- Virtual International Authority File: 57751020
- WorldCat: E39PBJtgYytrD63C3MCYcRWYyd